# Davide Bombana
Pour les articles homonymes, voir Bombana (homonymie).
Davide Bombana est un danseur italien né à Milan en 1958. Il est sorti de l'École de Ballet de la Scala de Milan en 1977.
Il est membre du jury du Prix Benois de la danse.

## Biographie
Davide Bombana fait ses débuts sur la scène de la Scala dans le rôle-titre de L'Oiseau de feu de Maurice Béjart. Peu après, il est nommé soliste, puis danseur principal, équivalent d'étoile.
Il apparaît entre autres dans des ballets de Rudolf Noureev, Jerome Robbins, George Balanchine, Maurice Béjart, Glen Tetley, etc.
Il poursuit sa carrière au Pennsylvania Ballet de Philadelphie, au Scottish Ballet de Glasgow, au London Festival Ballet de Londres. Il a été aussi invité à la Scala dans la production de John Cranko Roméo et Juliette et dans Proust chorégraphié par Roland Petit. Il travaille ensuite au Bayerische Staatsballet à Munich, où il est danseur principal de 1986 à 1991, puis chorégraphe de 1991 à 1998.
Parmi les créations chorégraphiques de Davide Bombana présentées en première à Munich, on peut distinguer Sonata, Parabol, Quatuor pour la fin du temps, Okanagon, Woyzek fragmente (inspiré de Georg Büchner), Schönberg opus 4, Luigi Nono Project et Ein Traumspiel (inspiré d'August Strindberg).
En 1998, Davide Bombana est nommé directeur de la compagnie Maggio Danza à Florence. Il remonte Woyzek fragmente et Schönberg opus 4 et crée entre autres Teorema, inspiré du film de Pier Paolo Pasolini.

## Distinctions
- 1997 : Prix de danse du théâtre de Bavière
- 1998 : Prix Benois de la danse
- 2004 : Prix Danza e Danza Italie

## Chorégraphies récentes
Davide Bombana a travaillé avec de nombreuses compagnies de ballet comme chorégraphe invité. Ainsi, il a remonté Aus der Ferne au Ballet du Rhin en France et au Queensland Ballet en Australie, Penthésilée au Maggio Danza de Florence, Woyzek fragmente au Ballet du Rhin, à la compagnie de ballet de Saragosse, à Florence et à Bâle.
Il a créé Beyond Skin au Ballet du Rhin et à Saragosse ; Petite suite en noir à Paris et Stuttgart à l'école de John Cranko ; Lolita au Ballet de Genève, La septième lune à l'Opéra de Paris ; Kunst der Fuge (L'Art de la fugue) au Ballet du Rhin ; Tenebræ au Théâtre de Karlsruhe ; Cendrillon à Essen ; Carmen au Théâtre du Capitole de Toulouse ; Century Rolls à Munich ; Harpischord Concerto au New York City Ballet, etc.